# Carlos Nine
Carlos Nine est un auteur et dessinateur argentin né le 21 février 1944 à Haedo (province de Buenos Aires) et mort le 16 juillet 2016 à Olivos (province de Buenos Aires), qui fait des illustrations, de la bande dessinée, du cinéma d'animation, des peintures, des sculptures.

## Biographie
Ses premières illustrations et histoires paraissent dans le magazine satirique argentin Hum® (en) puis dans la revue Fierro (es), et en France dans L'Écho des savanes. Ses premiers albums sont publiés en Espagne (Crónicas de la pampa vasca, sur un scénario de Juan Sasturain en 1990), et en France en 1991 par Albin Michel. La maison d'édition Rackham publie ensuite plusieurs albums, dont Prints of The West (2004), une vision ironique des westerns américains. Depuis, c'est la maison d'édition Les Rêveurs qui publie son œuvre en France.
En 2001, son livre Le Canard qui aimait les poules reçoit le Fauve d'or au festival d'Angoulême. Détournant les codes du polar au profit du grotesque et de l'absurde, le journaliste Éric Loret écrit dans Libération : « l'univers de ce dessinateur-scénariste plutôt rare […] se tient, en effet, en équilibre au bord du rire et de l'angoisse ».
En 2012 en Argentine, Carlos Nine reçoit le prix Konex Platinum en illustration, prix récompensant les meilleurs artistes de la décennie 2000-2010.
Il est le père du dessinateur Lucas Nine.

## Récompenses
- 2001 : Alph-Art du meilleur album étranger du Festival d'Angoulême 2001 pour Le Canard qui aimait les poules[7]
- 2012 : Prix Konex Platinum en illustration[6].

## Œuvre
Considéré comme un maître de l'aquarelle, il a plusieurs fois déclaré son admiration pour l'illustrateur français Edmond Dulac.
Dans le cadre d'un article explorant la nature et les particularités de son travail paru au début de l'année 2009, Nine observe :

« Quand vous tournez au coin de la rue et que vous tombez sur une licorne, vous ne pouvez rien faire, c'est une licorne. Mon travail jouit et souffre de la même singularité que ma terre. Je ne suis pas né d'un chou, je suis le résultat de cette culture particulière. Je suis aussi original ou détestable que mon pays, et j'assume cette responsabilité amoureuse. »

— Carlos Nine.

## Publications françaises
- Meurtres et Châtiments, Albin Michel, 1991.
- Le Lac des Cygnes, d'après Piotr Ilitch Tchaïkovski, Calligram, 1993.
- Histoires d'un détective américain typique, Albin Michel, 1995.
- Fantagas, Delcourt, 1995. Réédition Les Rêveurs, 2006.
- Participation à Comix 2000, L'Association, 1999.
- Le Canard qui aimait les poules, Albin Michel, 2000. Alph-Art du meilleur album étranger au Festival d'Angoulême 2001.
- Oh merde, les lapins !, Les Rêveurs, 2002.
- Pampa (dessin), avec Jorge Zentner (scénario), Dargaud :

1. Lune de sang, 2003[10].
2. Lune d'argent, 2004.
3. Lune d'eau, 2005.

- Donjon Monsters n°8 : Crève-cœur (dessin), avec Joann Sfar et Lewis Trondheim, (scénario), Delcourt, coll. « Humour de rire », 2004.
- Prints of the West, Rackham, 2004.
- Siboney, Les Rêveurs, 2008.
- Saubon le petit canard, Les Rêveurs, 2009.
- Keko le magicien, Rackham, 2009.
- L'Himalaya cahin-caha (illustration d'un texte d'Henri Michaux), Densité, 2011.
- Tropikal Mambo, Les Rêveurs, 2016.
- Fantagas: L'intégrale, Les Rêveurs, 2017.
- L'amirale des mers du Sud, avec  Jorge Zentner (scénario), Les Éditions de la Cerise, 2019[11],[12].
- Buster Mix, Les Rêveurs, 2020.